# Coonamble
Coonamble – miasto w Australii, w stanie Nowa Południowa Walia.